# Rhytionanthos
Rhytionanthos é um género botânico pertencente à família das orquídeas (Orchidaceae).